# Blizzard (EP)
Pour les articles homonymes, voir Blizzard.
 (novembre 2013).
Si vous disposez d'ouvrages ou d'articles de référence ou si vous connaissez des sites web de qualité traitant du thème abordé ici, merci de compléter l'article en donnant les références utiles à sa vérifiabilité et en les liant à la section « Notes et références ».
Albums de Fauve
Vieux Frères - Partie 1
(2014)
Blizzard est le premier EP du groupe français Fauve.
Sorti le 20 mai 2013 en France, les chansons qui le composent se font connaître sur Internet depuis 2011.
L'EP est classé à la treizième place de la vente d'albums en France.

## Liste des titres
| 1.    | Blizzard                        | 4:48 |
| 2.    | Cock music smart music / RAG #1 | 5:00 |
| 3.    | Nuits fauves                    | 4:32 |
| 4.    | Haut les cœurs / RAG #2         | 5:37 |
| 5.    | Kané                            | 3:58 |
| 6.    | Rub a dub                       | 5:48 |
| 29:43 |                                 |      |

### Blizzard
Blizzard est la chanson phare de Fauve. La version longue du titre est d'abord mise en ligne sur YouTube le 28 avril 2013  puis la version courte est placée sur l'EP sorti en mai 2013.
La version longue a atteint 2 millions de vues sur YouTube fin décembre 2013.
Le groupe résume sa vidéo par une phrase, laissée en commentaire via Google+ sur le clip vidéo YouTube de la version longue : "C'est l'histoire d'un gars qui tire un autre gars hors de la ville, pour lui buter sa routine, pour le faire aller mieux."

### Kané
Kané est d'abord mise en ligne sur YouTube le 5 novembre 2011 puis placé sur l'EP sorti en mai 2013.
La chanson raconte l'histoire d'un homme demandant à un ami de ne pas se suicider (de ne pas caner). L'orthographe modifiée du verbe "caner" proviendrait d'une volonté de le faire paraître comme un prénom.[réf. nécessaire]
L'homme énumère certains défauts de son ami : "T'es pas un modèle de vertu, et puis c'est vrai que t'es pas non plus un coup en or", "Je sais que tu fais parfois du mal aux gens, parce que t'es pas toujours le mec le plus loyal ni le plus franc". Mais au refrain, il dit que Kané est beau "comme une comète", puis "comme une planète", et il déclare qu'il ne pourrait pas vivre sans lui : "quand bien même y'aurait que moi, tu peux pas t'en aller comme ça". Il lui pose la question : "puis tu feras quoi, cané, dis-moi ? T'auras l'air fin. Ça sert à quoi, caner, dis-moi ? Ça sert à rien".